# Anopheles rennellensis
Anopheles rennellensis är en tvåvingeart som beskrevs av Taylor och Mario Maffi 1991. Anopheles rennellensis ingår i släktet Anopheles och familjen stickmyggor. Inga underarter finns listade i Catalogue of Life.